# قوة الاستجابة الفورية
قوة الاستجابة الفورية (بالإنجليزية: Immediate Response Force أو IRF) هي قوة رد سريع يشترك في إدارتها جيش الولايات المتحدة والقوات الجوية الأمريكية قادرة على الانتشار في جميع أنحاء العالم في غضون 18 ساعة من الإخطار.

## خلفية
بحلول عام 1980، شكلت الولايات المتحدة قوة المهام المشتركة للانتشار السريع كقوة للرد السريع تحت قيادة الاستعداد الأمريكية. تتألف من وحدات مخصصة للوحدات من جيش الولايات المتحدة، والقوات الجوية للولايات المتحدة، والبحرية الأمريكية، ومشاة البحرية الأمريكية، وكان تفويضها هو الانتشار السريع لمواجهة التهديدات العالمية للمصالح الأمريكية. مع تمرير قانون غولد ووتر-نيكولز لعام 1986، أصبحت أهمية القوة ذات المسؤوليات على مستوى الكوكب أقل وضوحًا وتم إلغاء تنشيط قوة المهام المشتركة.
في الألفية الجديدة، تم إنشاء قوة الاستجابة العالمية كاحتياطي مجمع من الأصول العسكرية المستندة إلى الولايات الأمريكية المتجاورة والتي يمكن استخدامها لتعزيز أحد أوامر المقاتلين الموحدة بسرعة في حالة وجود تهديد ناشئ للمصالح الأمريكية داخل منطقة المسؤولية الجغرافية للقيادة. تم استبدالها لاحقًا بقوة الاستجابة الفورية. حدث أول انتشار طارئ للقوة في يناير 2020 وتألف من فريق اللواء القتالي الأول، الفرقة 82 المحمولة جواً بالإضافة إلى أصول القوات الجوية الداعمة.

## الهيكل
تم بناء القوة حول فريق لواء قتالي من الفرقة 82 المحمولة جواً. يتم الاحتفاظ بكتيبة دوارة من اللواء، إلى جانب أصول قيادة التنقل الجوي للقوات الجوية، في حالة تأهب قصوى للسماح لها بالانتشار المحمول جواً في غضون 18 ساعة دون سابق إنذار. تم تصميم «قوة الدخول» الأولية لقوات الاستجابة لتتبعها كتائب إضافية في غضون أيام.